# Apoštolská Komora
Apoštolská Komora (latinsky Camera Apostolica) byla jedna z nejstarších dikasterií v římské kurii. Do její činnosti patřila administrace záležitostí Apoštolského stolce, zejména v době sedisvakance. V jejím čele byl kardinál camerlengo, kterým je od roku 2019 kardinál Kevin Farrell. 
Apoštolská komora byla zrušena apoštolskou konstitucí Praedicate evangelium, která nahradila konstituci Pastor bonus o organizaci Římské kurie, a to k 6.červnu 2022. Z původního úřadu zůstávají pouze pozice kardinála komořího svaté církve římské (camerlengo) a arcibiskupa-vícekomořího, který jej zastupuje.